# 奥恩尼卡·琼萨波恩帕恩
奥恩尼卡·琼萨波恩帕恩（1999年7月15日—），泰國女子羽毛球運動員。

## 簡歷
2021年11月，奥恩尼卡·琼萨波恩帕恩与搭档帕泰玛斯·门翁出战匈牙利羽毛球國際賽，在女双决赛以2比0（21-10、21-6）横扫丹麦的Amalie Cecilie Kudsk/Frederikke Lund，夺得了首个国际系列赛女双冠军。

## 主要比賽成績
只列出曾進入準決賽的國際賽事成績：
| 年份   | 賽事                       | 公開賽級別 | 項目     | 拍檔                 | 成績   |
| ------ | -------------------------- | ---------- | -------- | -------------------- | ------ |
| 2021年 | 匈牙利羽毛球國際賽         | 國際系列賽 | 女子雙打 | 帕泰玛斯·门翁        | 冠軍   |
| 2021年 | 比利時羽毛球國際賽         | 國際挑戰賽 | 女子雙打 | 帕泰玛斯·门翁        | 準決賽 |
| 2022年 | 马来西亚羽毛球國際挑战賽   | 國際挑戰賽 | 女子雙打 | Atitaya Povanon      | 亞軍   |
| 2022年 | 马来西亚羽毛球國際挑战賽   | 國際挑戰賽 | 混合雙打 | Kittipong Imnark     | 準決賽 |
| 2023年 | 印度尼西亚羽毛球國際挑战賽 | 國際挑戰賽 | 混合雙打 | Weeraphat Phakjarung | 冠軍   |
| 2023年 | 越南羽毛球國際挑战賽       | 國際挑戰賽 | 混合雙打 | 塔努帕·威里扬恭      | 亞軍   |

| 2018-2026年 | 總決賽 | 超級1000賽 | 超級750賽 | 超級500賽 | 超級300賽 | 超級100賽 | 國際挑戰賽 | 國際系列賽 | 未來系列賽 | 其他 |

## 外部連結
- 奥恩尼卡·琼萨波恩帕恩在世界羽球聯盟的登錄資料